# Бірки (Камінь-Каширський район)
Бі́рки — село в Україні, у Любешівській селищній громаді Камінь-Каширського району Волинської області.
Населення становить 1 599 осіб.
Бірки — одне з найбагатодітніших сіл України. Так, в одній родині було три матері-героїні, які народили та виростили по 10 і більше дітей (вони виростили 32 дітей). Усього в Бірках радянським орденом «Мати-героїня» було нагороджено 42 жінки.
У селі лікує народний цілитель Іван Прокопович Довгун.

## Історія
До 30 листопада 2017 року — адміністративний центр Бірківської сільської ради Любешівського району Волинської області.

## Населення
Згідно з переписом УРСР 1989 року чисельність наявного населення села становила 1639 осіб, з яких 822 чоловіки та 817 жінок.
За переписом населення України 2001 року в селі мешкали 1594 особи.

### Мова
Розподіл населення за рідною мовою за даними перепису 2001 року:
| Мова       | Відсоток |
| ---------- | -------- |
| українська | 99,87 %  |
| російська  | 0,13 %   |

## Публікації в ЗМІ
- Романюк Н. Світла не було, от і родили! Газ. Віче, 2-8 грудня 2010 р., с. 1, 9.
- Мирослава Струк. Доторкнутися до історії бірківського храму. Газ. Нове життя, 17 жовтня 2019 р., с. 8.